# Aisonville-et-Bernoville
Aisonville-et-Bernoville è un comune francese di 295 abitanti situato nel dipartimento dell'Aisne della regione dell'Alta Francia.

## Società

### Evoluzione demografica
Abitanti censiti

## Storia
Filo al 1790, esistevano due parrocchie distinte, Aisonville e Bernoville. Esse furono riunite dalla Rivoluzione francese che creò il comune di Aisonville-et-Bernoville.
Dal 10 al 18 ottobre 1918, la battaglia di Aisonville-et-Bernoville monopolizzò circa 10 reggimenti francesi che tennero testa a un potente esercito tedesco trincerato nel villaggio. Da parte francese vi furono duemila vittime, di cui 305 morti.